# Grand Prix Nizozemska 1963
Grand Prix Nizozemska 1963 (oficiálně XII Grote Prijs van Nederland) se jela na okruhu Circuit Zandvoort v Zandvoortu v Nizozemsku dne 23. června 1963. Závod byl třetím v pořadí v sezóně 1963 šampionátu Formule 1.

## Závod
| Poř.   | No. | Jezdec                  | Konstruktér    | Počet kol | Čas/Odstoupení | Pořadí na startu | Body |
| ------ | --- | ----------------------- | -------------- | --------- | -------------- | ---------------- | ---- |
| 1      | 6   | Jim Clark               | Lotus-Climax   | 80        | 2:08:13.7      | 1                | 9    |
| 2      | 18  | Dan Gurney              | Brabham-Climax | 79        | + 1 kolo       | 14               | 6    |
| 3      | 2   | John Surtees            | Ferrari        | 79        | + 1 kolo       | 5                | 4    |
| 4      | 30  | Innes Ireland           | BRP-BRM        | 79        | + 1 kolo       | 7                | 3    |
| 5      | 14  | Richie Ginther          | BRM            | 79        | + 1 kolo       | 6                | 2    |
| 6      | 4   | Ludovico Scarfiotti     | Ferrari        | 78        | + 2 kola       | 11               | 1    |
| 7      | 36  | Jo Siffert              | Lotus-BRM      | 77        | + 3 kola       | 17               |      |
| 8      | 42  | Jim Hall                | Lotus-BRM      | 77        | + 3 kola       | 18               |      |
| 9      | 32  | Carel Godin de Beaufort | Porsche        | 75        | + 5 kol        | 19               |      |
| 10     | 8   | Trevor Taylor           | Lotus-Climax   | 66        | + 14 kol       | 10               |      |
| 11     | 28  | Jo Bonnier              | Cooper-Climax  | 56        | + 24 kol       | 8                |      |
| Ret    | 12  | Graham Hill             | BRM            | 69        | Přehřátí       | 2                |      |
| Ret    | 16  | Jack Brabham            | Brabham-Climax | 68        | Nehoda         | 4                |      |
| Ret    | 10  | Chris Amon              | Lola-Climax    | 29        | Vodní čerpadlo | 12               |      |
| Ret    | 26  | Giancarlo Baghetti      | ATS            | 17        | Zapalování     | 15               |      |
| Ret    | 24  | Phil Hill               | ATS            | 15        | Zavěšení       | 13               |      |
| Ret    | 22  | Tony Maggs              | Cooper-Climax  | 14        | Přehřátí       | 9                |      |
| Ret    | 20  | Bruce McLaren           | Cooper-Climax  | 7         | Převodovka     | 3                |      |
| Ret    | 34  | Gerhard Mitter          | Porsche        | 2         | Spojka         | 16               |      |
| WD     | 38  | Tony Settember          | Scirocco-BRM   |           |                |                  |      |
| WD     | 40  | Ian Burgess             | Scirocco-BRM   |           |                |                  |      |
| Zdroj: |     |                         |                |           |                |                  |      |

## Průběžné pořadí po závodě
Pohár jezdců
|        | Pořadí | Jezdec         | Body |
| ------ | ------ | -------------- | ---- |
| 1      | 1      | Jim Clark      | 18   |
| 2      | 2      | Richie Ginther | 11   |
| 2      | 3      | Bruce McLaren  | 10   |
| 1      | 4      | Dan Gurney     | 10   |
| 2      | 5      | Graham Hill    | 9    |
| Zdroj: |        |                |      |

Pohár konstruktérů
|        | Pořadí | Konstruktér    | Body |
| ------ | ------ | -------------- | ---- |
| 1      | 1      | Lotus-Climax   | 19   |
| 1      | 2      | BRM            | 14   |
|        | 3      | Cooper-Climax  | 10   |
|        | 4      | Brabham-Climax | 10   |
|        | 5      | Ferrari        | 7    |
| Zdroj: |        |                |      |